# Fabijan Malagurski
Dr Fabijan (Babijan) Malagurski (Ćurčićev) (Subotica, 15. siječnja 1876. – 1944.) je bio bački hrvatski političar, kulturni djelatnik i športski dužnosnik. Po struci bio je odvjetnik.

## Životopis
Rodio se u Subotici. Nakon osnovnog školovanja, za srednju je razinu odabrao gimnaziju. Pohađao ju je u Subotici i Kaloči (1897.). Halašu. Studirao je u Mađarskoj, u Budimpešti i Kolozsvaru (danas u Rumunjskoj).
Još dok je studirao borio se za prava bunjevačkih Hrvata. Zalagao se za uvođenje "bunjevačkog jezika" u škole. Bio je članom društva Kola mladeži, Pučke kasine i surađivao je s časopisom Nevenom.
Članom je Zemljodilske štedionice od 1903. godine., čijeg je nadzornog odbora bio bilježnik (ravnatelj je bio Vranje Sudarević, a u nadzornom odboru je bio i Lajčo Budanović). Pravo je doktorirao 1904. godine. Za odvjetnika položio je početkom lipnja 1906. godine u Budimpešti, a odvjetnički je ured imao prekoputa subotičkog poslanika Šime Mukića.(Wernerova kuća) Iste godine nešto poslije su godine iz novoosnovane nove stranke Bena Sudarevića (osnovane 13. lipnja 1906.) zamolili bilježnika Fabijana Malagurskog neka im bude odvjetnik, Vranju Sudarevića neka bude predsjednik, a sudjelovanje u novoj stranci ponudili su osim to dvoje, odvjetnički pisari Stipan Matijević i Josip Vojnić Hajdukov, a osnivačkoj su sjednici nazočili Pajo Kulundžić, Andrija Pletikosić, Staniša Neorčić i drugi.
1909. je djelovao pri podružnici Hrvatske zemaljske banke u Subotici. 1910. je ga je glavni župan proglasio glavnim odvjetnikom u Subotici.
Nakon što je na novosadskoj Velikoj skupštini 25. studenoga 1918. proglašeno priljučenje Baranje, Bačke i Banata novoj državi južnih Slavena, proglasilo se upravno tijelo koje je bilo zapravo vlada Veliki narodni savjet. Fabijan Malagurski je bio među tim subotičkim Hrvatima koje su bili ušli u sastav tog tijela, pored Blaška Rajića, Mirka Ivkovića Ivandekića, Vojislava Stankovića, Ivana i Stipana Vojnića Tunića.
Nakon rata, 1918. postao je potpredsjednikom Narodnog vijeća u Subotici. Predsjedavao je Maticom bunjevačkom. Ideološki je naginjao jugoslavenstvu. U svjetlu svih poslijeratnih pregovora o teritorijalnoj podjeli južne Ugarske, tvrdo je bio uz to da Bunjevci ostanu teritorijem u Jugoslaviji.
Mjesto je dobio i u športskim ustanovama. Atletičarski odjel športskog društva Bačke ga je svibnja 1920. dobio za predsjednika. 3. listopada 1920. postao je prvim predsjednikom subotičkog nogometnog podsaveza; potpredsjednik je postao Martin Horvacki, tajnici su postali Ivan Marcikić i Šimun Beneš, a blagajnik Đuka Marković.
Pokopan je na Bajskom groblju. Nadgrobni spomenik je zaštićeni spomenik kulture. Projektirao ga je poznati arhitekt Bolto Dulić.